# Pemphigus
Pemphigus (лат.) — род полужесткокрылых из семейства Aphididae.

## Описание
Эллипсовидные насекомые покрытые восковым налётом. Длина тела до 3 мм. У самок основательниц усики состоят из четырёх члеников, у крылатых самок — усики шестичлениковые.

## Биология
Все пемфиги по внешнему виду — типичные Aphididae, небольшие крылатые (летние партеногенетические поколения) или бескрылые (амфигонное поколение) тли с продолговатым (мигранты) либо расширенным (бескрылые девственницы и основательницы) телом. Большинство представителей рода являются сосущими фитофагами, развивающимися полным циклом на тополях (скрытный образ жизни в галле) с последующим переходом на травянистые растения (как правило, развитие проходит на корнях). Часть видов способна к факультативному неполноциклому развитию лишь на вторичном хозяине (например, Pemphigus bursarius) — травах; отдельные виды перешли к облигатному неполноциклическому развитию на вторичном хозяине (например, Pemphigus fuscicornis). Наконец, в отдельных случаях выработался однодомный полный жизненный цикл на первичном хозяине (например, Pemphigus spyrothecae). Пемфиги заселяют преимущественно представителей секций (подродов) чёрных тополей (Aigeiros) и бальзамических тополей (Tacamahaca).
Важными отличительными чертами Pemphigus являются способность формировать настоящий галл и социальный образ жизни галловых колоний, у отдельных видов принимающий довольно сложную форму. Галлы пемфиг представляют собой закрытые обособленные участки патологических зелёных растительных тканей. Они располагаются на листе или побеге, принимают разнообразные формы — складчатую, сферическую, спиральную, грушевидную, могут быть закрытыми (без отверстий) или открытыми. Пространство галла служат убежищем от погодных условий, врагов, а внутренняя поверхность — кормовой площадкой для тлей.
Обычно пемфиги играют роль фоновых фитофагов, не нанося заметного вреда насаждениям, но высокая численность отдельных видов приводит к снижению прироста и искривлению мелких побегов, раннему опадению листьев, и снижению декоративной ценности городских посадок

## Классификация
В мировой фауне около 60 видов